# Ljubo Miloš
Ljubomir „Ljubo“ Miloš (25. února 1919 - 20. srpna 1948) byl chorvatský veřejný činitel za druhé světové války v době Nezávislého státu Chorvatsko (NDH) a ustašovec. Několikrát sloužil jako velitel koncentračního tábora Jasenovac, kde byl zodpovědný za různá zvěrstva spáchaná během války. V květnu 1945 z Jugoslávie uprchl a hledal útočiště v Rakousku. V roce 1947 se do Jugoslávie vrátil s úmyslem zahájit protikomunistické povstání. Brzy byl zatčen jugoslávskými úřady a obviněn z válečných zločinů. Byl shledán vinným ve všech bodech obžaloby a v srpnu 1948 oběšen.
Ljubo Miloš se narodil ve městě Bosanski Šamac 25. února 1919. Navštěvoval základní školu v Orašje a Bosanském Brodu a střední školu dokončil v Subotici, kde zůstal a pracoval jako městský úředník.